# Jérémy Maison
Jérémy Maison (Auxerre, 21 luglio 1993) è un ex ciclista su strada francese, professionista dal 2016 al 2019.

## Palmarès
- 2015 (CC Étupes)

2ª tappa Ronde de l'Isard d'Ariège (Salies-du-Salat > Plateau de Beille)

## Piazzamenti

### Grandi Giri
- Vuelta a España

2017: 62º

### Classiche monumento
- Liegi-Bastogne-Liegi

2019: ritirato
- Giro di Lombardia

2016: ritirato
2017: 66º
2018: 67º